# اچ‌ام‌اس فووی (ال۱۵)
اچ‌ام‌اس فووی (ال۱۵) (به انگلیسی: HMS Fowey (L15)) یک کشتی بود که طول آن ۲۸۱ فوت (۸۶ متر) بود. این کشتی در سال ۱۹۳۰ ساخته شد.